# 維爾維特河
維爾維特河是立陶宛的河流，位於該國西北部薩莫吉希亞，屬於文塔河的左支流，河道全長131公里，流域面積1,144平方公里，發源自勞庫瓦以東3公里。
56°13′N 22°34′E / 56.217°N 22.567°E